# 格罗布瓦昂蒙塔涅
格罗布瓦昂蒙塔涅（法語：Grosbois-en-Montagne，法語發音：[ɡʁobwa ɑ̃ mɔ̃taɲ]）是法国科多尔省的一个市镇，位于该省中部偏西南，属于第戎区和乌什河与山岳市镇公共社区。

## 地理
格罗布瓦昂蒙塔涅（47°19'11"N, 4°35'47"E）面积14.16 平方千米，位于法国勃艮第-弗朗什-孔泰大區科多尔省，该省份为法国中东部省份，北起奥布省，西接涅夫勒省和约讷省，南至索恩-卢瓦尔省，东南接汝拉省，东临上索恩省，东北部与上马恩省接壤。
与格罗布瓦昂蒙塔涅接壤的市镇（或旧市镇、城区）包括：安塞勒弗朗、锡夫里昂蒙塔涅、圣昂托、圣梅曼、布里奥讷河畔苏塞、欧比尼莱松贝农、马尔特鲁瓦。
格罗布瓦昂蒙塔涅的时区为UTC+01:00、UTC+02:00（夏令时）。

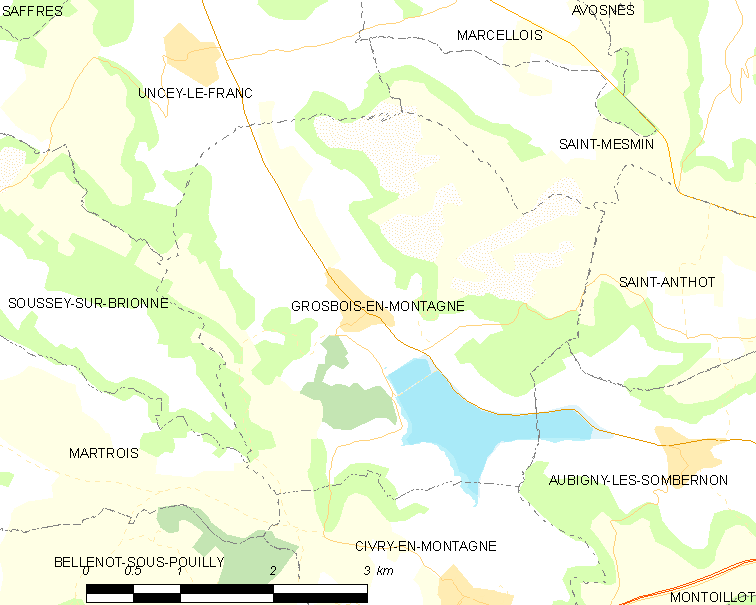
格罗布瓦昂蒙塔涅的OSM定位图

## 行政
格罗布瓦昂蒙塔涅的邮政编码为21540，INSEE市镇编码为21310。

## 政治
格罗布瓦昂蒙塔涅所属的省级选区为塔朗县。

## 人口

1962-2008年间格罗布瓦昂蒙塔涅人口变化图示

格罗布瓦昂蒙塔涅于2022年1月1日时的人口数量为111人。